# ناظورة (مجتمع)
الناظورة أو الوصيفة المصاحبة أو القَهْرَمانة في استخدامه الاجتماعي الأصيل هو الشخص الذي يرافق فتاة غير متزوجة في الأماكن العامة من أجل اللباقة؛ عادة كانت امرأة متزوجة أكبر سنًا، والأكثر شيوعًا هي أم الفتاة نفسها.

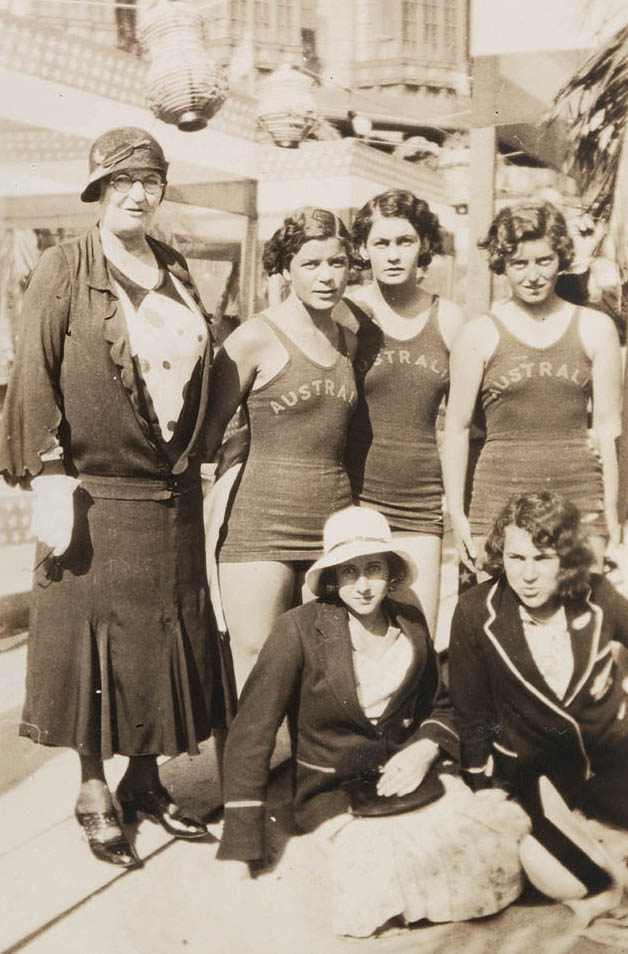
سيدة تناظر فتيات في دورة الألعاب الأولمبية الصيفية لعام 1932 في لوس أنجلوس في كلفرنية